# Ittireddu
Ittireddu är en ort och kommun i provinsen Sassari i regionen Sardinien i Italien. Kommunen hade 500 invånare (2017).